# Vestmanna
Vestmanna (duń. Vestmannahavn) − miasto położone na wyspie Streymoy, znajdującej się w archipelagu Wysp Owczych. Miasto  liczy 1 227 mieszkańców, jest to siódme pod względem liczby mieszkańców miasto w tamtej okolicy. Administracyjnie znajduje się w ramach regionu Streymoy i gminie Vestmanna kommuna.
Etymologia nazwy tego portu nie jest jednoznaczna i może się odnosić nawet do czasów zanim na Wyspy Owcze przybyli wikingowie. Najbardziej prawdopodobna wersja zakłada, że odnosi się ona do tak zwanych Westmanów, czyli Ludzi Zachodu, jak mieszkańcy dawnej Skandynawii zwali celtyckich osadników, którzy często zapuszczali się w rejony północne, szczególnie ze Szkocji i Irlandii. Dawniej także Farerczycy używali nazwy Vestmannahavn, która przy takiej interpretacji oznaczałaby dokładnie Port Ludzi Zachodu. Jeśliby przyjąć taką interpretację, oznaczałoby to, że dzieje osadnictwa na terenie osady sięgają nawet IX wieku. Istnieje jednak pogląd, iż nazwa ta odnosi się do położenia miasta, które znajduje się na zachodnim brzegu wyspy Streymoy.

## Geografia

### Położenie
Osada Vestmanna znajduje się w północnej części wyspy Streymoy, na jej zachodnim brzegu. Nie przylega od żadnej strony do otwartego oceanu, jednak na zachód znajdują się wody niewielkiej zatoczki, wychodzącej na cieśninę Vestmannasund, ciągnącej się od północnego krańca wyspy Vágar, do krańca południowego, gdzie wpada do wód fjordu Vágafjørður. Miejscowość jest otoczona przez szczyty górskie - od północy są to: Melin (293 m n.p.m.) i Hægstafjall (296 m n.p.m.), od wschodu: Loysingafjall (639 m n.p.m.), Moskurfjall (624 m n.p.m.), a od południa Økslin (317 m n.p.m.). Przez miasto to przepływa także kilka niewielkich rzek ze zboczy tychże gór, głównie od strony wschodniej. Najbliższymi osadami ludzkimi są położone na południu Kvívík, Stykkið i Leynar, do których prowadzi jedyna droga z Vestmanna.

#### Vestmannabjørgini
Na północ od miejscowości znajduje się wybrzeże Vestmannabjørgini, będące dużym skupiskiem klifów skalnych oraz wystających z wody skał i szkierów. Wysokość tych klifów sięga nawet 500 m n.p.m., natomiast szkiery miewają nawet 100 metrów. Znajdują się tam też liczne kolonie ptaków morskich i fok. Groty te są wykorzystywane przy organizowaniu koncertów muzyki poważnej ze względu na swoją akustykę, są także atrakcją turystyczną, której zwiedzanie zapewniają Sp/f Skúvadal oraz Vestmannabjørgini Sp/f.

### Klimat
Podobnie jak na całym archipelagu Wysp Owczych, także w Vestmanna panuje klimat umiarkowany w odmianie chłodnej, morskiej. Sprawia to, że sumy opadów są tam stosunkowo wysokie. Duże deszcze są charakterystyczne dla miesiąców chłodnych, w miesiącach cieplejszych są zaś niższe. Lata są tam chłodne, zimy natomiast cechują się dość wysokimi temperaturami. Klimat ocieplany jest dodatkowo przez Prąd Norweski, płynący jako Golfsztrom od wybrzeży Ameryki, niosąc za sobą cieplejsze powietrze. Dodatkowo Vestmanna jest otoczona przez ląd niemal ze wszystkich stron i znajduje się w niewielkiej zatoce, co pozwala na dodatkowe osłonięcie jej przed wiatrem.

## Informacje ogólne

### Populacja
Dzięki 1 227 mieszkańcom miasto Vestmanna jest siódmą pod względem populacji miejscowością na Wyspach Owczych i czwartą na wyspie Streymoy. Największą część populacji stanową rdzenni mieszkańcy archipelagu, Farerczycy. Społeczeństwo Vestmanna jest dosyć młode, albowiem ludzie o wieku do trzydziestu lat, stanowią około 40% całej populacji, podczas gdy ludzie starsi niż sześćdziesiąt lat około 23%. Większość mieszkańców stanowią mężczyźni, ale współczynnik feminizacji jest dosyć wysoki, wynosi około 98 kobiet/100 mężczyzn. Ludność osady, podobnie, jak całego archipelagu, znacznie się zmniejszyła w połowie lat 90. XX wieku, kiedy Wyspy Owcze naszedł kryzys gospodarczy, spowodowany zbyt dużą ilością przetwórni rybnych, przez co wiele osób emigrowało z tamtego regionu. Do dziś nie udało się tam osiągnąć liczby ludności, jaką osada miała jeszcze w woku 1986.

### Edukacja
Na terenie gminy działa jedna szkoła, do której uczęszcza około 200 uczniów z całej osady w wieku od siódmego do siedemnastego roku życia. Placówka ta nazywa się Vestmanna skúli. Daje ona możliwość zdania podstawowych egzaminów po dziewięciu latach nauki oraz zdobycia rozszerzonego certyfikatu po dodatkowym, dziesiątym roku nauczania. Obecnie w szkole tej pracuje 22 nauczycieli. Ponadto w mieście tym funkcjonuje wyższa szkoła rybołówstwa, zwana Fiskivinnuskúlin, która ma za zadanie przygotować ludzi do zawodu. Co roku kilkanaście osób uzyskuje dyplom wyższego wykształcenia w zakresie rybołówstwa.

### Transport
Miejscowość Vestmanna posiada port przystosowany do przyjmowania przepraw promowych, kiedyś bowiem przeprawy te dopływały do miasta. Było to związane z transportem ludności przybywającej na lotnisko w Sørvágur do Tórshavn, stolicy Wysp Owczych. Wyprawa taka była jednak bardzo niewygodna dla podróżnych, którzy po locie musieli spędzić jeszcze dłuższy czas na dotarcie do stolicy. W roku 2002 stworzono niemal pięciokilometrowy Vágatunnilin, którym obecnie ludzie przedostają się do osady Leynar, skąd do Tórshavn jest już znacznie bliżej. Port Vestmanna stracił więc obecnie na znaczeniu i służy jedynie statkom wycieczkowym do Vestmannabjørgini oraz kutrom i innym jednostkom rybackim.
Miejscowość ta jest podłączona do farerskiego systemu dróg publicznych, stanowi koniec trasy nr. 40. Na Wyspach Owczych rozwinął się system transportu publicznego, w postaci przejazdów autobusowych korporacji niebieskich pojazdów Bygdaleiðir. Linia numer 100, jako jedyna dociera do Vestmanna, przejeżdżając przez: Tórshavn, tunel Kollfjarðartunnilin oraz Kvívík.

### Sport
Vestmanna, jako jedna z niewielu większych miejscowości na Wyspach Owczych nie posiada własnej drużyny piłkarskiej. Istnieje tam jednak klub sportowy Vestmanna Ítróttarfelag, który specjalizuje się w piłce ręcznej, badmintonie oraz wioślarstwie. Jeden z zawodników tej drużyny gra w narodowej reprezentacji Wysp Owczych w tym sporcie.

## Historia
Historia osadnictwa w miejscu, gdzie znajduje się Vestmanna może sięgać jeszcze czasów sprzed pojawienia się wikingów. Nazwa sugeruje bowiem, że było to miejsce zajmowane przez osadników pochodzenia celtyckiego, zwanych wtedy Westmanami (Vestmann). Początki osadnictwa mogą więc sięgać w tamtym miejscu nawet IX wieku. Pierwsza jednak wzmianka o osadzie pochodzi dopiero z przełomu XIV i XV stulecia. Wikińscy osadnicy, jeśli zamieszkali w tamtym miejscu, nie pozostawili po sobie wielu śladów.
Na początku XVII wieku w okolicy Vestmanna grasowali piraci. Król duński wysłał w roku 1615 kilka okrętów wojennych, by te rozprawiły się z grabieżcami. Jeszcze w tym samym roku rozpętała się bitwa, w której zniszczono trzy pirackie statki irlandzkie. Zginęło wtedy dwudziestu siedmiu piratów, pięćdziesięciu pięciu utopiło się po walce, natomiast ośmiu pirackich dowódców dostało się do niewoli, po czym zostali powieszeni.
Podczas wojny siedmioletniej, 28 grudnia 1759 szmugler François Thurot, wraz ze swą załogą, schronił się w Vestmanna, co było spowodowane złymi warunkami pogodowymi. Tam jednak morale jego żołnierzy bardzo spadło, gdyż mieszkańcy niechętnie dzielili się z przybyszami swymi dobrami, także żywieniowymi. Thurot podjął wtedy decyzję o kontynuowaniu swej misji, pomimo złych warunków pogodowych.
W roku 1839 rozpoczął działalność Duński Monopol Handlowy, który objął swymi wpływami cały archipelag. Jedna z jego filii powstała właśnie w Vestmanna i to stamtąd sprowadzano towary na obszar całej północnej części Streymoy oraz Vágar. Były one transportowane pieszo, przez Górską Drogę, lub za pomocą łodzi wiosłowych.
W połowie XIX wieku zaczęto stosować siatkę, którą rozpościerano u wejścia do zatoki, podczas sezonu wielorybniczego. Kiedy waleń wpływał do zatoki, dzięki tejże siatce nie mógł się już z niej wydostać i zostawał upolowany. Mięso wieloryba jest jednym z podstawowych produktów w diecie mieszkańców Wysp Owczych. W roku 1897 zbudowano regularny port, który służył głównie rybołówstwu i wielorybnictwu. Powstała tu także stocznia, która miała naprawiać kutry - pierwsze z nich zakupiono w Wielkiej Brytanii.
Kościół w Vestmanna pojawił się w planach po raz pierwszy 27 sierpnia 1894 roku, kiedy projekt jego budowy został przedłożony farerskiemu Løgtingowi przez dziekana Jensa Christiana Evensena oraz prefekta Wysp Owczych Lorentza Buchwaldta. Otwarcie świątyni nastąpiło 15 grudnia 1895 roku w trzecią niedzielę adwentu.
W roku 1953 powstała elektrownia wodna, która zasiliła w energię elektryczną, najpierw całą osadę Vestmanna, a później do wielu innych miejsc na Wyspach Owczych. W dolinie powyżej osady znajdują się zbiorniki wodne, które poprzez rury zaopatrują trzy małe elektrownie znajdujące się poniżej, w osadzie. Do roku 1986 elektrownia ta wytwarzała 80% energii na archipelagu, uzyskanej z wody.

## Turystyka

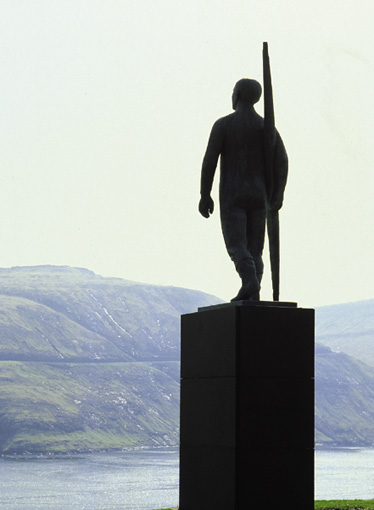
Rzeźba Útróðrarmaðurin

### Ciekawe miejsca
- Wikingowie nie pozostawili po sobie w osadzie wielu pozostałości, ale i nie powstało tam żadne regularne wykopalisko, pomimo tego, że przy ujściu rzeki Gjógvara odnaleziono szczątkowe pozostałości po wczesnonordyckich zabudowaniach. Brak jest w tamtym miejscu jakichkolwiek oznaczeń oraz tablic informacyjnych.
- Przy tym samym potoku, w północnej części miasta, stworzono niewielki park z karłowatymi drzewkami, ławkami i ścieżkami, które zostały wyznaczone za pomocą żeber waleni. Tak, jak w innych miejscach archipelagu roślinności tego typu jest się tam bardzo trudno zachować, przez porywiste wiatry, obfite deszcze i dość niskie temperatury.
- Na południu miasta również stworzono niewielki park, w którym ustawiono rzeźbę z brązu Útróðrarmaðurin (Rybak), stworzoną przez Janusa Kambana, jednego z  w 1961 roku. Pomnik ten ma wysokość 2,2 m. Ten sam artysta z bazaltu stworzył relief o wymiarach 1,2x1,4 m, który znajduje się obecnie w okolicach szkoły.
- W miejscowości tej znajdują się także zabudowania z XIX wieku, które, jak na farerskie standardy są dość stare.

## Vestmanna w kulturze
W Vestmannie odbywa się większa część akcji powieści Enklawa autorstwa Ove Løgmansbø.